# ۳۶۰۰ ارشمیدس

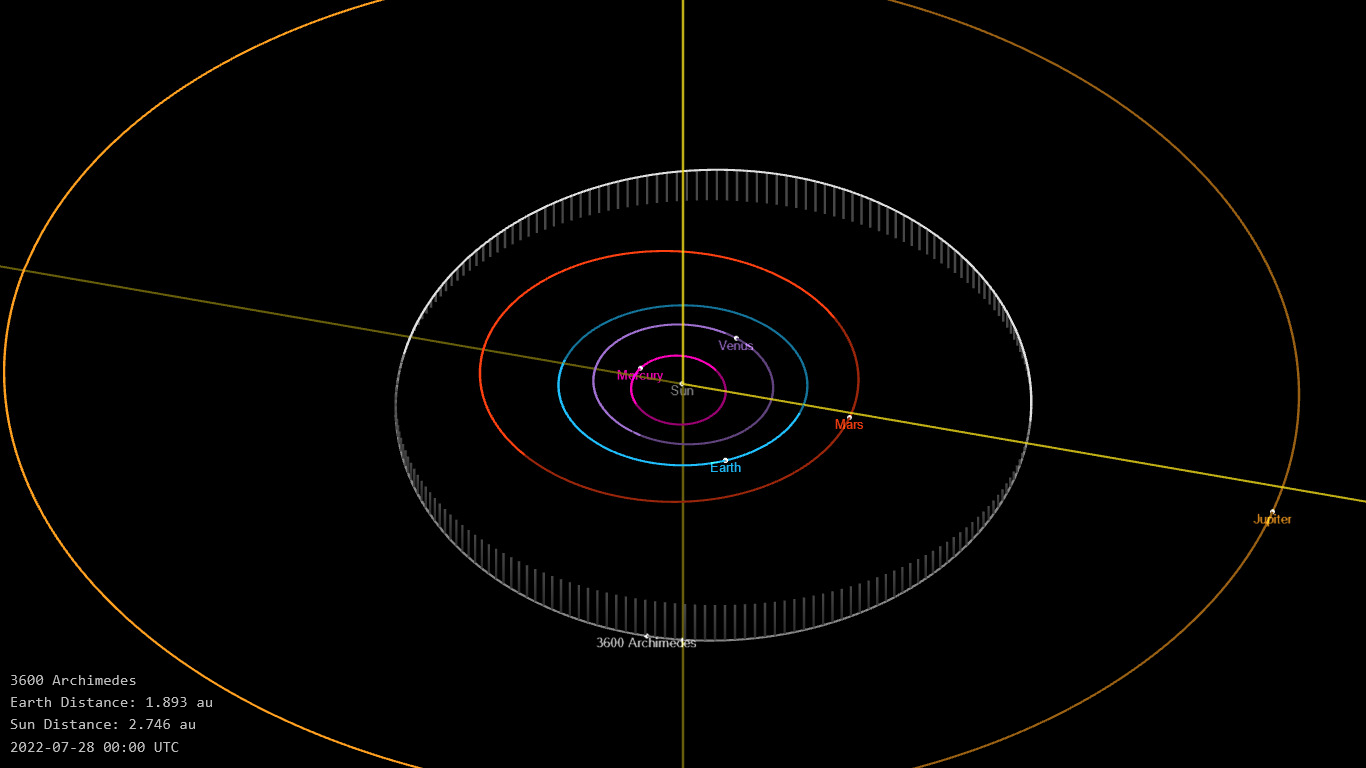
نمایی از محل قرارگیری سیارک ۳۶۰۰ ارشمیدس در مدار - ۲۰۲۲

سیارک ۳۶۰۰ (به انگلیسی: 3600 Archimedes، نامگذاری:1978SL7) سه هزار و ششصدمین سیارک کشف شده‌است که در ۲۶ سپتامبر ۱۹۷۸ کشف شد.
قدر مطلق سیارک برابر ۱۲٫۹۰ است.